# Aloe macroclada
Aloe macroclada är en grästrädsväxtart som beskrevs av John Gilbert Baker. Aloe macroclada ingår i släktet Aloe och familjen grästrädsväxter.
Artens utbredningsområde är Madagaskar. Inga underarter finns listade i Catalogue of Life.